# Namkukwe
Namkukwe è una circoscrizione rurale (rural ward) della Tanzania situata nel distretto di Chunya, regione di Mbeya. Conta una popolazione di 14 323 abitanti (censimento 2012).